# Estancia spenseriana
La estancia spenseriana es una estrofa de las métricas inglesa y española que agrupa  nueve versos con rima consonante. Se ha llamado así en honor a su creador, el poeta manierista inglés Edmund Spenser.

## Historia
Inspirándose en la ottava rima italiana (equivalente a la octava real española) y la estrofa real inglesa de Geoffrey Chaucer, la creó Edmund Spenser para su poema narrativo The Faerie Queene ("La reina de las hadas", 1590–96). La estrofa gustó sobre todo a los poetas ingleses del Romanticismo (William Wordsworth, John Keats, Percy Bysshe Shelley, Lord Byron, Walter Scott, Robert Burns, Alfred Tennyson...). Pueden citarse por ejemplo las Peregrinaciones de Childe Harold de lord Byron o Los lotófagos de Alfred Tennyson.

## Estructura
Los ocho primeros versos son endecasílabos (pentámetros yámbicos, en la lírica inglesa) y el último un alejandrino. Riman en consonante primero con tercero y segundo con cuarto, quinto y séptimo, y el sexto con el octavo y el noveno: A11, B11, A11, B11, B11, C11, B11, C11, C14. (ABABBCBCC)
La introdujo desde la métrica inglesa del siglo XVI a la española del siglo XIX el poeta del Prerromanticismo José María Blanco-White:
- En una antigua selva enmarañada
- donde el ardiente rayo del estío
- no puede penetrar, y la manada
- en el agosto, casi tiene frío,
- un amante lloraba el cruel desvío
- de su dama adorada, y los desdenes
- que lo llevan a un loco desvarío.
- "¡Malhaya, dice, amor, tus falsos bienes!
- "¿Por qué con tus engaños así nos entretienes? (José María Blanco White, siglo XIX)

- Datos: Q116518